# Projet Morpheus
Pour le casque de réalité virtuelle de Sony, voir Project Morpheus.

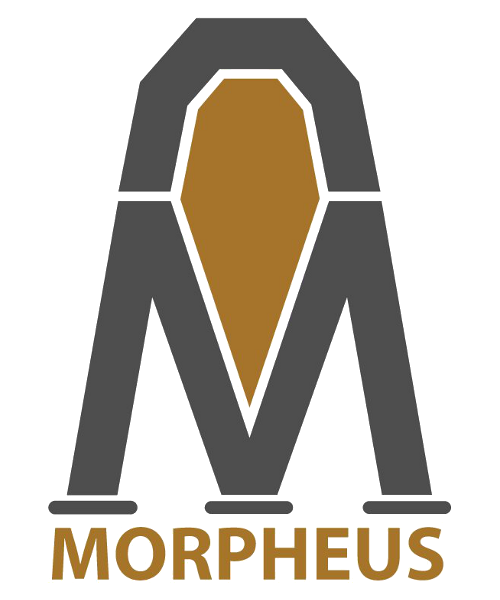
Logo du projet Morpheus

Le projet Morpheus est un projet de l'agence spatiale américaine, la NASA, dont l'objectif est de tester de nouvelles technologies utilisables par une sonde spatiale atterrissant sur la Lune avec une charge utile de 500 kg. Le prototype a pour objectif de vérifier les performances d'un nouveau système de pilotage et guidage avec ses différents capteurs, le recours à des capteurs permettant d'éviter à l'atterrissage les obstacles, et une propulsion utilisant le mélange méthane/oxygène liquide. Le projet a été lancé en juillet 2010 et un prototype d'environ une tonne a été développé par la société Armadillo Aerospace. Lors d'un test effectué en août 2012, le prototype s'est écrasé au sol et a été détruit.

## Historique

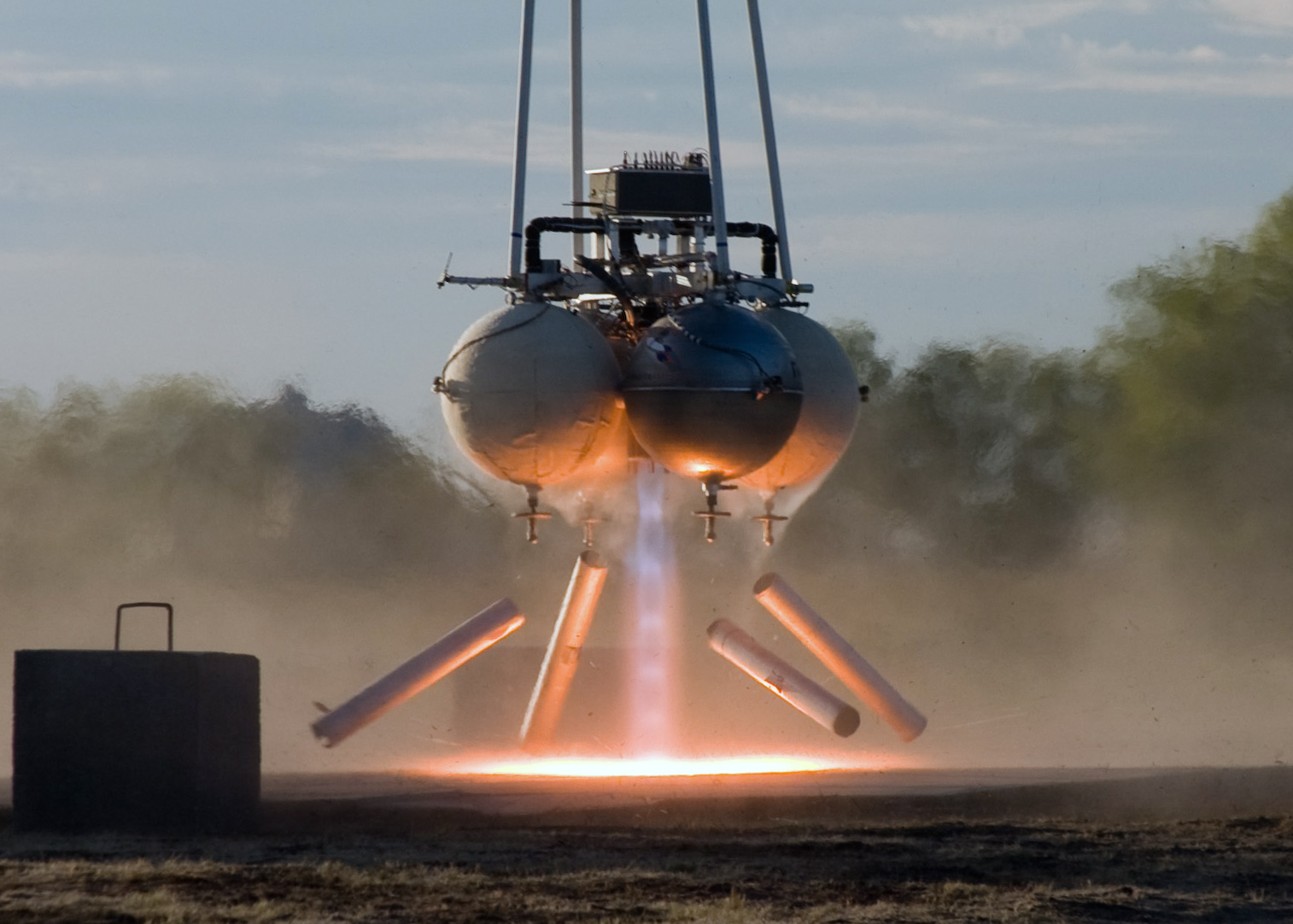
Le véhicule Pixel d'Armadillo Aerospace en 2006 produisant un diamant de choc.

Le projet Morpheus a démarré en juillet 2010 et a été nommé d'après Morphée, le dieu grec des rêves. L'atterrisseur Morpheus est dérivé de l'atterrisseur expérimental résultant du project M, avec l'aide d'Armadillo Aerospace. Le projet M est une initiative de la NASA visant à faire atterrir un robot humanoïde à la surface de la Lune en 1 000 jours. Les travaux sur certains systèmes d'atterrisseurs ont commencé en 2006, lorsque le programme Constellation de la NASA prévoyait un retour de l'homme sur la lune.
Dans la même année 2006, Armadillo Aerospace est entré le premier dans la compétition Northrop Grumman Lunar Lander Challenge, faisant partie des Centennial Challenges de la NASA, avec le véhicule Pixel.
Le véhicule d'essai Morpheus a effectué son premier tir d'essai le 14 avril 2011.
Le nouveau moteur de 19 kN de Morpheus permet à la NASA de concevoir un véhicule plus gros (une copie assemblée par la NASA du Pixel d'Armadillo Aerospace). Une nouvelle conception des trains d'atterrissage faisait partie des modifications mécaniques. La NASA a également remplacé l'avionique : la distribution et le stockage d'énergie, l'instrumentation, l'ordinateur de vol, les communications et les logiciels. Le système d'atterrissage amélioré permet à Morpheus, à la différence des Pixels, d'atterrir sans l'aide d'un pilote.
L'atterrisseur Morpheus a été fabriqué et assemblé au Centre spatial Johnson et à l'usine d'Armadillo Aerospace près de Dallas. L'atterrisseur prototype mesure environ 3 m de diamètre, pèse environ 1 000 kg et se compose de quatre réservoirs d'ergols sphériques recouverts par les compartiments d'avionique et un réseau de fils.
Le projet a expérimenté une réduction des coûts et un gain de temps des pratiques d'ingénierie de développement. Les autres activités du projet comprennent les opérations au sol appropriées, les opérations aériennes, la sécurité et les procédures d'instigation de développement de logiciels. L'aire d'atterrissage et les centres de contrôle ont également été construits. Moins de 7 millions de dollars ont été dépensés en matériel en deux ans et demie: le projet Morpheus est considéré comme étant de faible coût pour la NASA.
L'objectif principal de Morpheus est de démontrer et tester :
- les performances du système intégré d'orientation autonome, de navigation et de contrôle (GN&C),
- des capteurs de prévention des risques relatifs au relief,
- le couplage des capteurs avec le GN&C,
- l'utilisation d'un système de propulsion en configuration oxygène liquide et méthane liquide[9],[2]. Ce mélange est considéré comme plus écologique que les ergols utilisés actuellement, toxiques et polluants, comme le mélange RP-1/oxygène liquide, ou très compliqués et chers à utiliser, comme le mélange hydrogène liquide/oxygène liquide. La NASA espère aussi qu'il permettra de réduire les coûts de transport en étant fabriqué dans l'espace. Par exemple la réaction de Sabatier pourrait être utilisée pour convertir le dioxyde de carbone (CO2) de Mars en méthane, en utilisant de l'hydrogène transporté ou trouvé, un catalyseur, et une source de chaleur. L'hydrogène peut être fabriqué à partir de la glace d'eau[10].

En avril 2011, la NASA prévoit que le troisième prototype aura une capacité accrue et du matériel qualifié pour l'espace.
En juillet 2012, l'atterrisseur prototype a été envoyé au Centre spatial Kennedy pour y effectuer des essais en vol libre et les médias sont invités à observer l'atterrisseur Morpheus.
Le 9 août 2012, le prototype de Morpheus s'est écrasé au décollage, en effectuant son premier vol libre au Centre spatial Kennedy. Personne n'a été blessé et aucune propriété n'a été endommagée, mais le véhicule a été endommagé de façon irréparable. Le projet a étudié la cause de l'accident et a continué, en utilisant l'appareil B.

## Caractéristiques

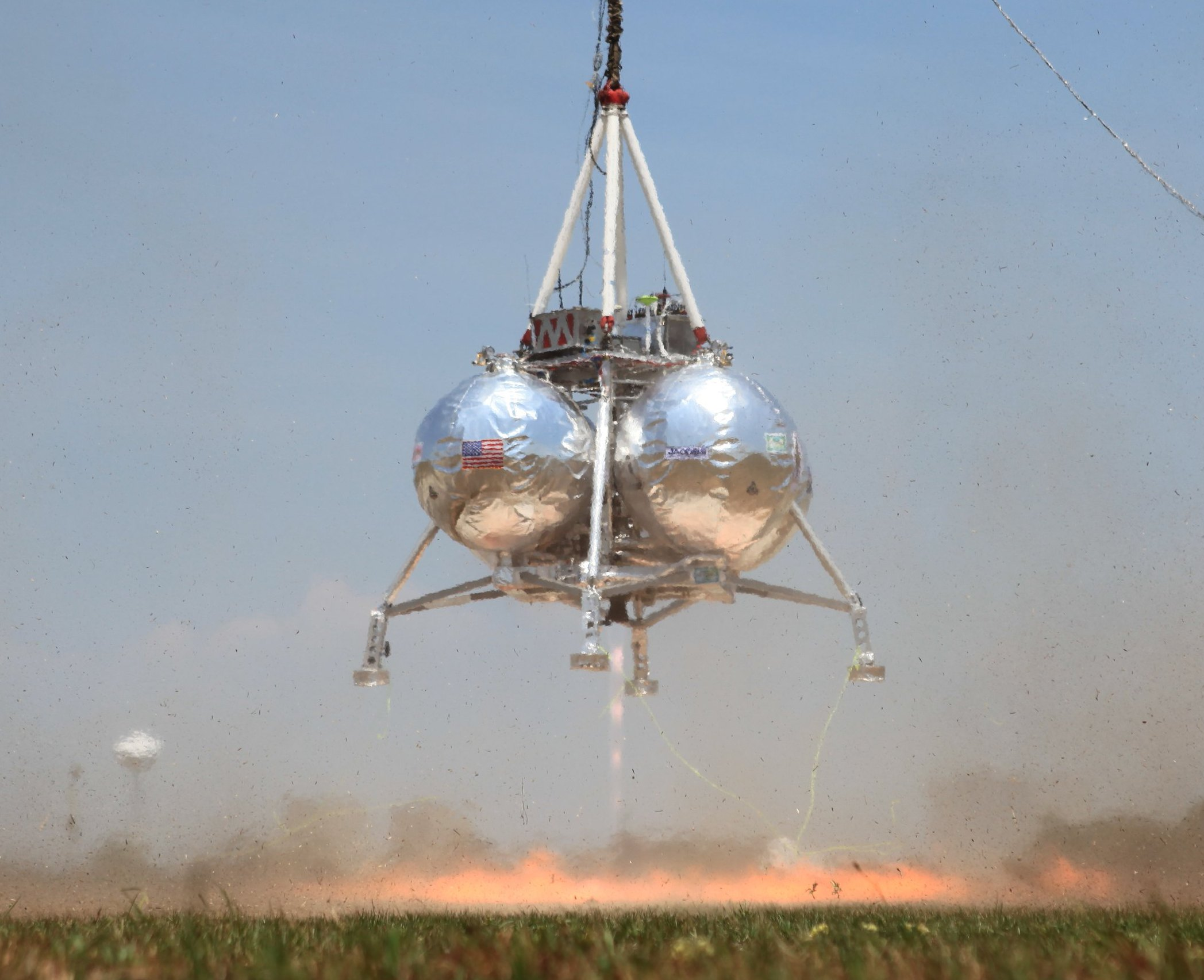
L'atterrisseur Morpheus lors d'un test en mai 2011

L'atterrisseur du Projet Morpheus est un véhicule à l'échelle 1 que la NASA envisage d'être capable de faire atterrir un Robonaute (idée issue du Projet M) ou une charge utile de taille équivalente à la surface lunaire. La sonde effectuera toutes ses mises à feu après l'injection trans-lunaire,.
La navigation est totalement autonome depuis l'orbite lunaire à l'atterrissage. Les mises à jour de navigation proviennent du système Terrain Relative Navigation, à l'aide de suiveurs stellaires et d'altimétrie laser, après la procédure de désorbitation. La navigation spatiale s'appuie sur des suiveurs radiométriques et d'étoile.
Morpheus #1 :
- Le moteur brûle un mélange de méthane et d'oxygène[2], pressurisé par de l'hélium[8] ;
- produit 19 000 N de poussée[6] compatible avec l'étage de remontée Altair[9] ;
- a quatre réservoirs 1 200 mm : 2 de méthane liquide et 2 pour l'oxygène liquide[2] ;
- a une masse approximatives de 1 000 kg[3] ;
- mesure environ 3,0 m de diamètre[3].
- La version 1.0 de l'atterrisseur lunaire a une capacité de charge utile comprise entre 200–300 kg pour l'accès global s'il est lancé par une Atlas 411[15]. La version 1.5, avec son nouveau moteur, peut envoyer 500 kg[8].
- La version 1.0 de test terrestre peut transporter environ 50–100 kg pour un maximum de 3 minutes, ce qui est suffisant pour tester la suite de capteurs de prévention de dangers expérimentaux[15].
- Le moteur dispose d'une impulsion spécifique (Isp) maximum pendant un vol spatial de 321 secondes[16].
- Le Reaction Control System (RCS), utilisé pour contrôler le roulis de l'atterrisseur, utilise de l'hélium sous pression depuis les réservoirs principaux[16].
- Une carte AITech S900 CompactPCI avec un processeur PowerPC 750 est utilisé comme ordinateur principal[16].
- Jusqu'à 16 GB de données peuvent être stockées à bord[16].
- Les bus de données comprennent RS-422, RS-232, Ethernet et MIL-STD-1553[16].
- La télémétrie est retournée en utilisant les communications à étalement de spectre sans fil[16].
- L'électricité est fournie par 8 batteries au lithium polymère[16].
- L'ensemble de capteurs GN&C comprend :
  - un récepteur Javad Global Positioning System (GPS)
  - une version du Honeywell’s Space Integrated GPS/INS (SIGI) de la station spatiale internationale (ISS)
  - une unité de mesure inertielle Litton LN-200 Inertial Measurement Unit (IMU)
  - un altimètre laser Acuity[16].
- Le logiciel Core Flight Software (CFS) du Goddard Space Flight Center (GSFC) fournit l'architecture du logiciel du véhicule[16].
- Chacun des quatre pieds est équipé d'un patin recouvert d'un matériau résistant au feu pour adoucir les atterrissages[17].

Les commandes peuvent être envoyées en utilisant des signaux radio ultra haute fréquence (UHF) distincts au système de raccordement de poussée (TTS). L'utilisation du TTS par la game de sécurité va fermer deux vannes motorisées qui arrêtent le flux d'oxygène liquide et de méthane du moteur, stopant sa poussée. Ces vannes TTS sont totalement indépendantes du reste des systèmes du véhicule.
Pour de plus amples détails, voir le document « Morpheus: Advancing Technologies for Human Exploration » (Morpheus: Faire progresser les technologies pour l'exploration humaine).

## Essais

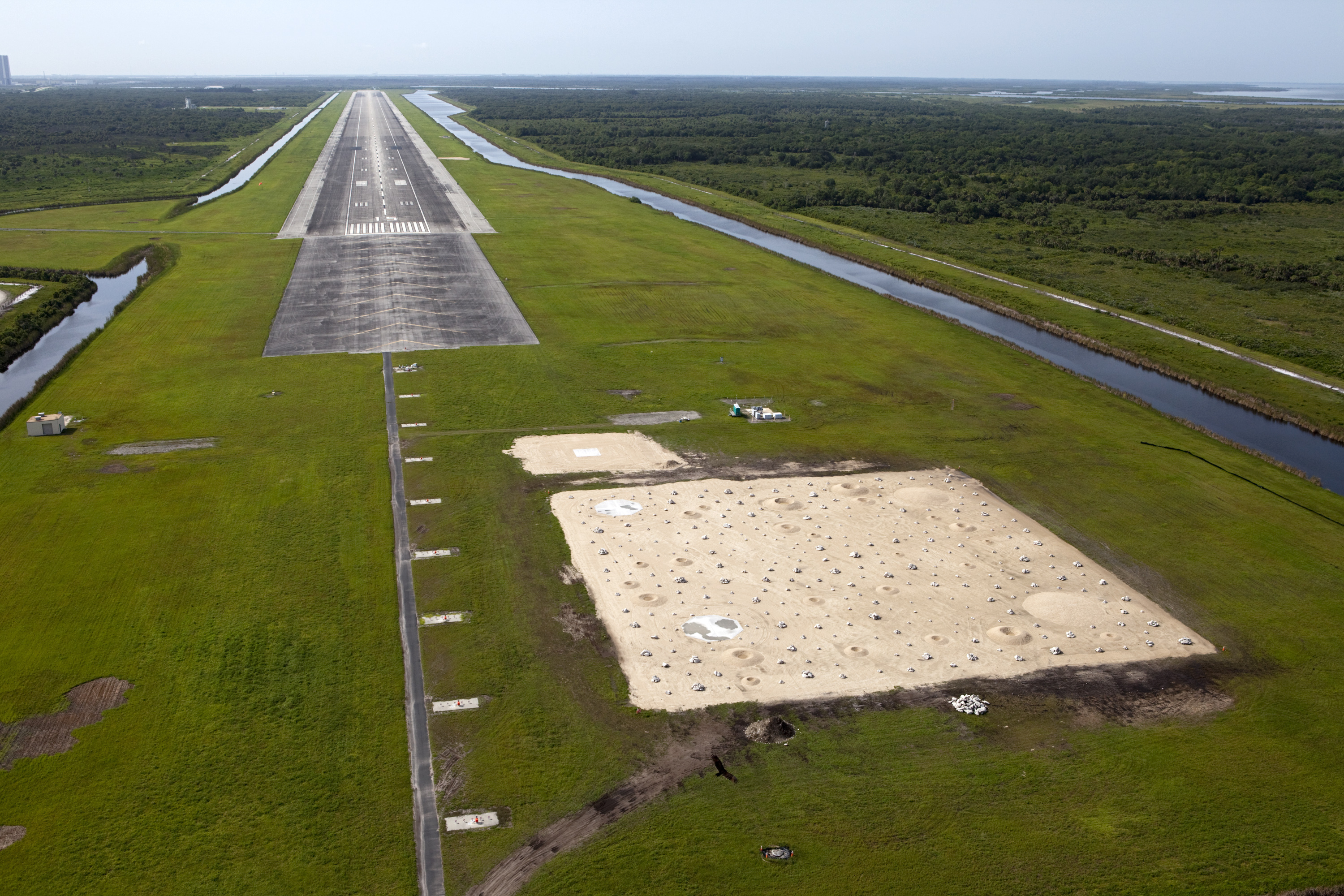
Le champ d'essai, situé au bout de la piste d'atterrissage des navettes spatiales au Centre spatial Kennedy

En avril 2011, l'objectif principal des essais est de démontrer une propulsion intégrée et un système GN&C qui peut survoler un profil de descente lunaire. Des capteurs d'atterrissage sécurisés et en boucle fermée du système de contrôle de vol testent ainsi l'atterrissage autonome et la technologie de prévention des risques (Autonomous Landing and Hazard Avoidance Technology, ALHAT).
D'autres objectifs comprennent des démonstrations de technologies telles que les matériaux du réservoir et sa fabrication, des propulseurs de contrôle par réaction, les principales améliorations des performances du moteur, les systèmes de pressurisation d'hélium, les opérations au sol, les opérations aériennes, la sécurité, des logiciels et l'architecture de l'avionique.
Un ensemble de vols d'essai, incluant des combustions vives, des essais en vol stationnaire captif et en vol libre ont été élaborés pour le véhicule Morpheus.
Les vidéos des vols d'essai ont été diffusées sur le canal MorpheusLander sur YouTube. Ces vidéos incluent les 2012 vols d'essais de régression avec le plus puissant moteur V1.5, tandis que le lander est captif, et le vol d'essai au début problématique qui montre « C'est pourquoi nous testons ».
Le 10 mai 2012, le banc d'essai effectue ses essais en vol stationnaire et d'interruption douce (procédure utilisée en cas de défaillance), montrée dans la vidéo « Morpheus Tether Test 15 ». L'atterrisseur a été renvoyé à l'atelier pour avoir l'équipement ALHAT monté. Le Reaction Control System (RCS) a également été ajusté.
Le 6 mars 2012, l'atterrisseur Morpheus V1.5 est transféré au Centre spatial Kennedy, en Floride, afin d'effectuer les essais en vol libre. Au cours de l'été 2012, un champ d'essai (nommé « hazard field », champ de risques) contenant des dangers tels que des roches et des cratères, construit au bout de la piste d'atterrissage des navettes spatiales, permettra de vérifier que le système ALHAT peut automatiquement accéder à un site d'atterrissage dégagé. Les grands espaces permettent de tester entièrement la trajectoire de vol, la piste et le champ d'essai étant entourés par un coupe-feu constitué d'un fossé rempli d'eau. Pendant les vols d'essai prévus, le véhicule peut atteindre 1600 pieds, soit 490 m d'altitude, atteindre jusqu'à 70 miles par heure, soit 110 km/h, et rester en vol jusqu'à deux minutes.
Le champ d'essai de 100 m par 100 m compte cinq aires d'atterrissage potentielles, 311 tas de pierres et 24 cratères qui imitent une zone du pôle Sud de la Lune.
Le 20 juillet 2012, le 43e anniversaire de l'alunissage d'Apollo 11, le véhicule d'essai Morpheus est arrivé au Centre spatial Kennedy (KSC) pour les tests avancés. La haute performance de la version HD5 du moteur de Morpheus a été évaluée au John C. Stennis Space Center, à l'été 2012. Les essais et construction du champ d'essai ont été pris en charge par le programme Advanced Exploration Systems Program (AES) de la NASA.

## Incidents
Le 1er juin 2011, un test de l'atterrisseur Morpheus a provoqué un grand incendie dans l'herbe du Johnson Space Center. Il n'y eut pas de victimes et l'atterrisseur Morpheus resta intact . Par la suite une séparation coupe-feu de 3 mètres de large a été creusée autour de la zone de test pour prévenir la propagation des feux d'herbe possibles.
Le 9 août 2012, l'atterrisseur est devenu instable, s'est écrasé, a pris feu et a explosé au cours de son premier de vol d'essai libre au Centre spatial Kennedy.

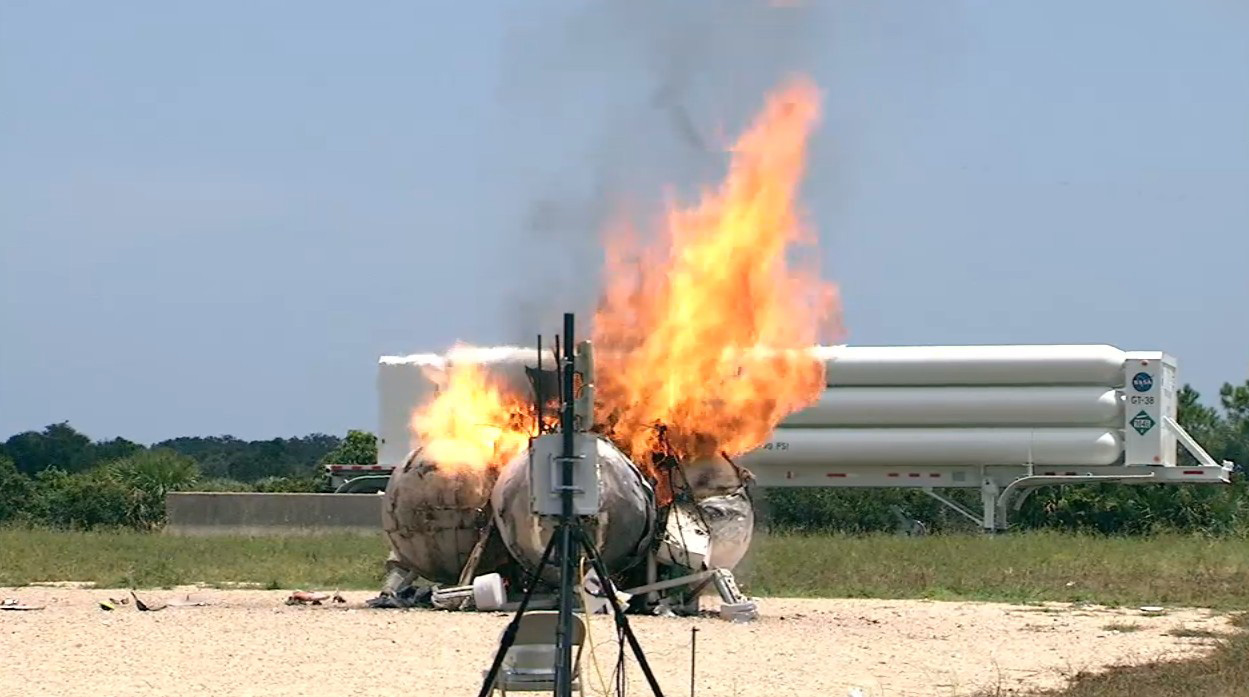
L'atterrisseur Morpheus en flammes le 9 août 2012.
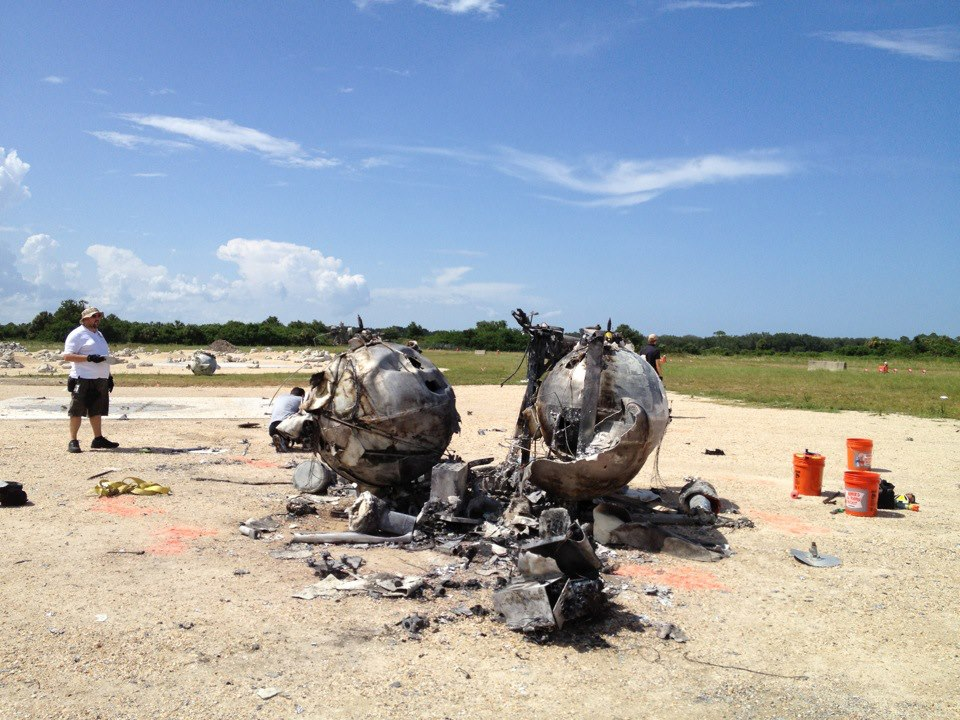
L'atterrisseur Morpheus complètement détruit après les deux explosions consécutives à son accident.